# Centropus nigrorufus
Il cucal di Giava, cucal della Sonda  o cuculo fagiano della Sonda (Centropus nigrorufus Cuvier, 1816) è un uccello della famiglia Cuculidae.

## Distribuzione e habitat
Questo uccello è endemico di Giava e probabilmente è presente anche su Sumatra.

## Tassonomia
Centropus nigrorufus non ha sottospecie, è monotipico.